# 范若瑟
安日納-若翰-葛樂德-若瑟·德弗萊什（法語：Eugène-Jean-Claude-Joseph Desflèches，1814年2月13日—1887年11月7日），漢名范若瑟，巴黎外方传教会会士，川东代牧区首任主教（1856年4月2日-1887年11月7日）。
1814年2月13日，范若瑟出生在法国羅納省若納日，1837年加入巴黎外方传教会，同年12月23日晋升司铎。
1838年，范若瑟神父来到中国传教。1844年被任命为四川代牧区辅理主教，同年4月28日祝圣。1856年4月2日，四川代牧區分為川西代牧區和川東代牧區，范若瑟出任川东代牧区首任主教。
1861年，范若瑟主教会同川西代牧區主教洪广化（Eugène Jean Claude Desflèches）、西藏代牧區副主教蕭神父（Jean Charles Fage），一同共开出现在省会成都，乘坐多乘紫呢大轎，拜会署理四川總督崇實，根据中法北京條約，要求归还天主教在四川省的各处教产。
范若瑟主教先提出索还重庆城外多处旧堂，交涉未果，川東道恒保同意他在城内高处荒废的崇因寺新建教堂，但继任的道台吳鎬反悔，引起争议。1863年3月13日，重庆发生反教风潮，多处教会机构和教徒住宅、商铺均遭劫毁。范若瑟主教驻地真原堂被毁，主教设法逃出城外。
1883年2月20日，范若瑟主教退休。1887年11月7日，范若瑟主教去世，享年73岁。继任者为顾巴德。